# René Waleff
Maxime René Waleff (30. november 1874 - 31. marts 1961) var en fransk roer, født i Genève i Schweiz.
Waleff vandt, sammen med Lucien Martinet og en ukendt dreng som styrmand, sølv i toer med styrmand ved Sommer-OL 1900 i Paris, første gang nogensinde denne disciplin var på OL-programmet. Franskmændene blev i finalen besejret af Holland, mens en anden fransk båd fik bronze. Ved de samme lege var han en del af både den franske otter og firer med styrmand, der dog ikke vandt medalje. Det var den eneste udgave af OL han deltog i.
Waleff vandt desuden en EM-guldmedalje i toer med styrmand i 1900.

## OL-medaljer
- 1900:  Sølv i toer med styrmand